# Akodon paranaensis
El ratón paranaense (Akodon paranaensis) es una especie de roedor de pequeño tamaño del género Akodon de la familia Cricetidae. Habita en el nordeste del Cono Sur de Sudamérica.

## Taxonomía
Esta especie fue descrita originalmente en el año 2000 por los zoólogos Alexandre U. Christoff, Valéria Fagundes, Ives. J. Sbalqueiro, Margarete S. Mattevi y Yatiyo Yonenaga-Yassuda.
Localidad tipo
La localidad tipo referida es: “estación ecológica Canguiri, Piraquara, estado de Paraná, Brasil”.
Etimología
El término específico es un topónimo que refiere al estado brasileño donde fue originalmente localizado, el estado de Paraná.
Caracterización y relaciones filogenéticas
Pertenece al subgénero "Akodon".

## Distribución geográfica y hábitat
Es un ratón endémico de la selva atlántica, en el sudeste de Brasil (en los estados de: Paraná, Santa Catarina y Río Grande del Sur) y en el nordeste de la Argentina (provincia de Misiones).

## Conservación
Según la organización internacional dedicada a la conservación de los recursos naturales Unión Internacional para la Conservación de la Naturaleza (IUCN), al no poseer mayores peligros y vivir en varias áreas protegidas, la clasificó como una especie bajo “preocupación menor” en su obra: Lista Roja de Especies Amenazadas.